# North American B-25 Mitchell
Pour les articles homonymes, voir B25 et Mitchell.
 (juillet 2017).
Si vous disposez d'ouvrages ou d'articles de référence ou si vous connaissez des sites web de qualité traitant du thème abordé ici, merci de compléter l'article en donnant les références utiles à sa vérifiabilité et en les liant à la section « Notes et références ».
Le North American B-25 Mitchell est un bombardier moyen de la Seconde Guerre mondiale. Sa carrière débute en 1942 par une action d'éclat : le raid sur Tokyo. Il est nommé en l'honneur du pionnier de l'aviation militaire et commandant des forces aériennes américaines en France durant la Première Guerre mondiale, le général William Billy Mitchell.

## Conception

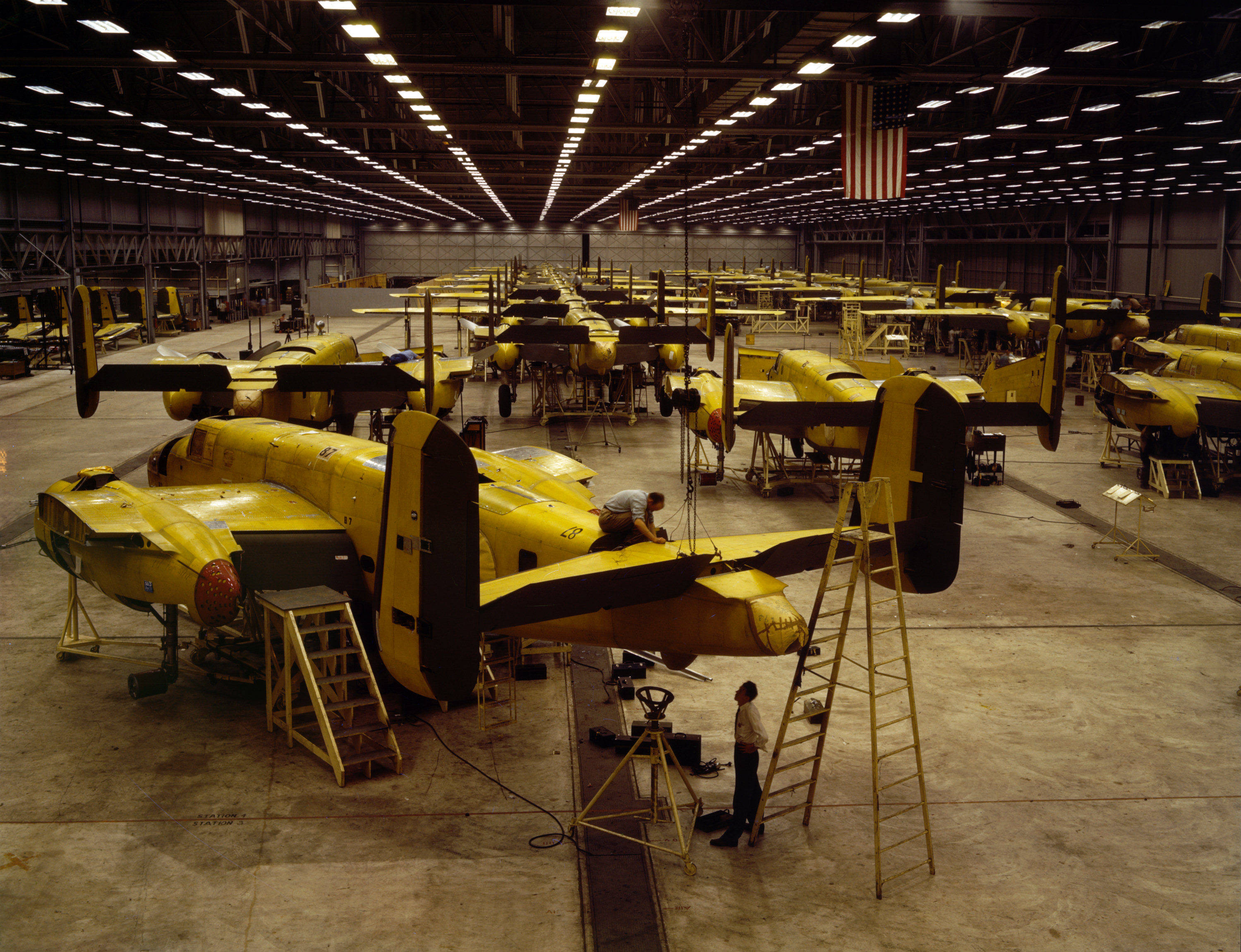
L'assemblage final des B-25 à l'Usine North American de Kansas City en octobre 1942.

Le B-25 Mitchell est un bombardier moyen dont les performances de vol sont appréciées par l'USAAF. En effet, cet appareil est doté d'une grande maniabilité et d'une vitesse satisfaisante pour les missions qui lui sont assignées. D'une efficacité incroyable, il est l'appareil de bombardement bimoteur le plus produit pendant la guerre aux États-Unis. North American le construit dans deux usines : à Inglewood, en Californie, et à Kansas City (Kansas), une usine construite spécialement pour cet appareil et qui en livre 6 608 entre 1942 et 1945. Au total 9 890 exemplaires sont livrés, dont 2 600 sont à disposition de l'US Navy. Ses qualités se font vite connaître et la RAF en commande pour remplacer les bombardiers Boston de l'escadron Lorraine en 1944.
Il sort en 1939 des ateliers comme avion bombardier à moyen rayon d'action. Il est mis en service en 1941 dans les principales armées américaines (USAAF, US Navy). Il a des dimensions tout à fait respectables : 20,6 mètres d'envergure, 15,5 m de long. Le B-25 Mitchell est équipé de deux moteurs radiaux Wright R-2600-13 à 14 cylindres de 1 700 ch chacun. Certaines versions disposent d'un canon de 75 mm et de 14 mitrailleuses de 12,7 mm (B-25G). Une des versions, le B-25C, a même des râteliers de bombes sous les voilures augmentant considérablement sa charge offensive. Sa vitesse atteint 442 km/h à 4 000 mètres d'altitude. Son équipage comprend six membres : pilote, copilote, navigateur (aussi chargé de la visée), technicien navigant, opérateur radio et mitrailleur de queue.
Le nez vitré du B-25 n'est pas blindé. En 1945, un B-25 français du GB Lorraine a eu sa verrière fracassée par une oie sauvage, au-dessus des Pays-Bas, et a dû rentrer, dans l'urgence et dans le vent, à vitesse réduite.

## Engagements
- L'engagement le plus célèbre du B-25 Mitchell est le raid du colonel Doolittle. Il a pour mission d'attaquer Tokyo en décollant du porte-avions USS Hornet, le 18 avril 1942, en représailles à l'attaque de Pearl Harbor qui avait eu lieu le 7 décembre 1941, soit moins de 5 mois avant[3].
- On retrouve le B-25 sur tous les théâtres d'opération, en particulier dans les forces tactiques : 9th USAAF (basée en Angleterre) et 12th USAAF (basée en Afrique du Nord puis dans le sud de l'Italie, la Sardaigne et la Corse), la 5th USAAF intervenant dans le Pacifique.
- Il est présent sur le front de l'Est : 877 B-25 sont réceptionnés par l'armée de l’air soviétique, 9 étant perdus lors des transits. Au 1er janvier 1945, 291 sont en service dans la 18e armée aérienne spécialisée dans le bombardement stratégique ; 252 de ces appareils étaient encore en service le 12 juin 1946 dans cette formation[4]. Le B-25 sous couleurs soviétiques reçut la désignation OTAN "Bank".

## Armement
B-25G : version équipée d'un canon M4 de 75 mm alimenté par vingt et un obus de 6,8 kg. Cette version était plus particulièrement destinée à l'attaque contre les navires mais elle ne pouvait tirer que 4 obus au cours d'une même passe. Le Canon M-4 avait une longueur de 3,00 m et pesait 500 kg. Il était monté sur un berceau destiné à absorber le recul de 50 cm consécutif à chaque tir .
B-25H : version améliorée du B-25G, équipée d'un canon T13E1 plus léger (de calibre 75 mm aussi), avec une cadence de tir passant à 6 coups par passe ; les membres d'équipage auraient alors à passer seulement 4 fois sur la cible le cas échéant au lieu de 5 fois pour le B-25G.
Sur les versions G et H le canon était situé en bas et à gauche dans le nez. 2 à 4 mitrailleuses de 50 (12,7 mm), implantées au-dessus permettaient soit d'aligner le tir du canon soit de neutraliser les défenses antiaériennes ennemies.
B-25J : version la plus construite, déclinée en version à nez plein ou en version à nez vitré. La version nez vitré pouvait avoir 4 mitrailleuses de calibre 50 autour du nez. Certaines versions à nez plein furent équipées du nombre impressionnant de 18 mitrailleuses de calibre 50 dont 8 dans le nez.

## Après la guerre
Déjà, pendant la guerre, les premières versions du Mitchell (A, B, C) sont converties en appareils d'entraînement (AT-24).
Après la guerre de nombreux B-25 sont retirés des premières lignes. Certains rejoignent la base de Yuma, où ils sont affectés à l'entraînement au bombardement sans visibilité (TB-25).
D'autres sont convertis en appareils de transport rapide destinés aux officiers de haut rang (CB-25/VB-25). C'est dans un tel appareil que le général Leclerc trouve la mort le 28 novembre 1947 lors d'une tournée d'inspection en Algérie.

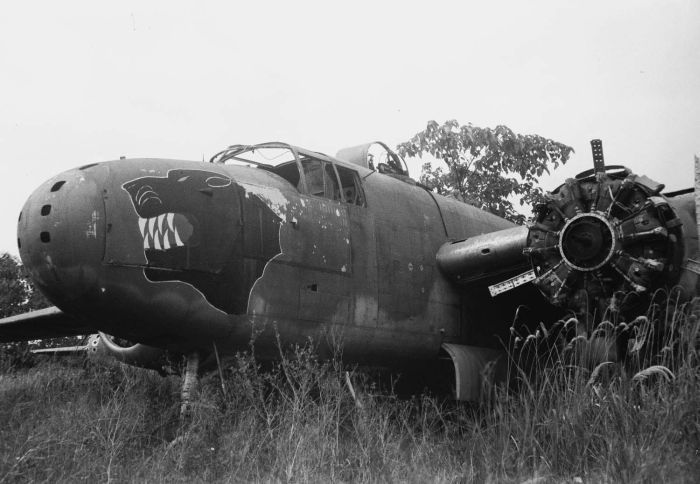
Épave d'un B-25 Mitchell ayant servi à la bataille de Morotai. Photo : Tropenmuseum (25 janvier 1949).

En 2010, il existe une quarantaine de B-25 qui continuent de voler. Certains d'entre eux, comme le "Photo Fanny" du "Planes of Fame Museum" de Chino en Californie, sont aujourd'hui utilisés comme plateforme pour la photographie aérienne. En effet, le "tail gunner position" à l'arrière en fait une position idéale pour la photographie, par ailleurs, le nez vitré est également une très bonne position pour photographier.
Pour les amateurs de plongée, même de niveau modeste, un B25 relativement bien conservé, posé à plat sur le sable, repose par 17 m de fond au large du phare d'Alistro en Corse, près du village d'Aleria. Une des hélices est "en drapeau" et le plexiglas de la vitre du cockpit qui correspond est boursouflé, indiquant un probable incendie moteur. Un autre B25 est également immergé dans la baie de l'Argentella, sur la côte Ouest, les hélices récupérées ornant l'entrée d'un camping.

## Une star de cinéma
Aucun autre avion que le B-25 Mitchell n'a eu une aussi intense carrière dans l'industrie du cinéma.
Dès 1944, un film raconte la planification et l'exécution du raid de Doolittle sur Tokyo : Trente Secondes sur Tokyo (Thirty Seconds Over Tokyo). Le raid sur Tokyo montre aussi des B-25 dans le film Pearl Harbor. Dans Les Plus Belles Années de notre vie (1946), c'est un B-17 qui est représenté, mais c'est un B-25 dans le remake Le retour du héros. On retrouve aussi le B-25 dans le film Yanks au moment de l'escapade en Irlande de William Dewane et Vanessa Redgrave, et aussi dans Forever Young, où Daniel McCormick, pilote d'essai joué par Mel Gibson, le manœuvre avec maestria. Jusqu'à l'atterrissage de précision sur le sommet d'une falaise. En 1976, Jack Smight réalise La Bataille de Midway (Midway) avec Charlton Heston, Henry Fonda, James Coburn, Toshiro Mifune, Robert Mitchum, et bien d'autres noms connus. Les premiers plans du film montrent le décollage de B-25 depuis le pont du porte-avions USS Hornet. C'est le raid de Doolittle sur Tokyo qui ouvre ce film.
Le film Catch 22 de Mike Nichols, avec en vedette Alan Arkin et John Voight, tiré du roman homonyme de Joseph Heller (qui fut mobilisé comme mitrailleur sur B25 durant la seconde Guerre Mondiale) se déroule au sein d'une escadrille (passablement déjantée) de bombardiers B25 basée (fictivement) sur l'île italienne de Pianosa. Les scènes de vol et de crashes sont d'un grand réalisme.
Des B-25 sont employés pour les prises de vue aériennes pour le film La Bataille d'Angleterre : ses versions à nez vitré expliquent pourquoi l'industrie cinématographique fait appel au B-25, surtout lors de prises de vue en plein ciel.
Notamment, l'aviateur, cinéaste et cascadeur Paul Mantz (décédé tragiquement sur le tournage du film Le vol du Phénix) avait fondé une compagnie aérienne (Tallmantz aviation), spécialisée dans les tournages aériens. Il avait récupéré au prix de la ferraille nombre d'avions militaires de la Seconde Guerre Mondiale et en particulier une flotte impressionnante de B25 servant à la prise de vues grâce à des caméras installées dans le nez en plexiglas destiné à la visée de l'opérateur bombardier.

## Variantes et versions

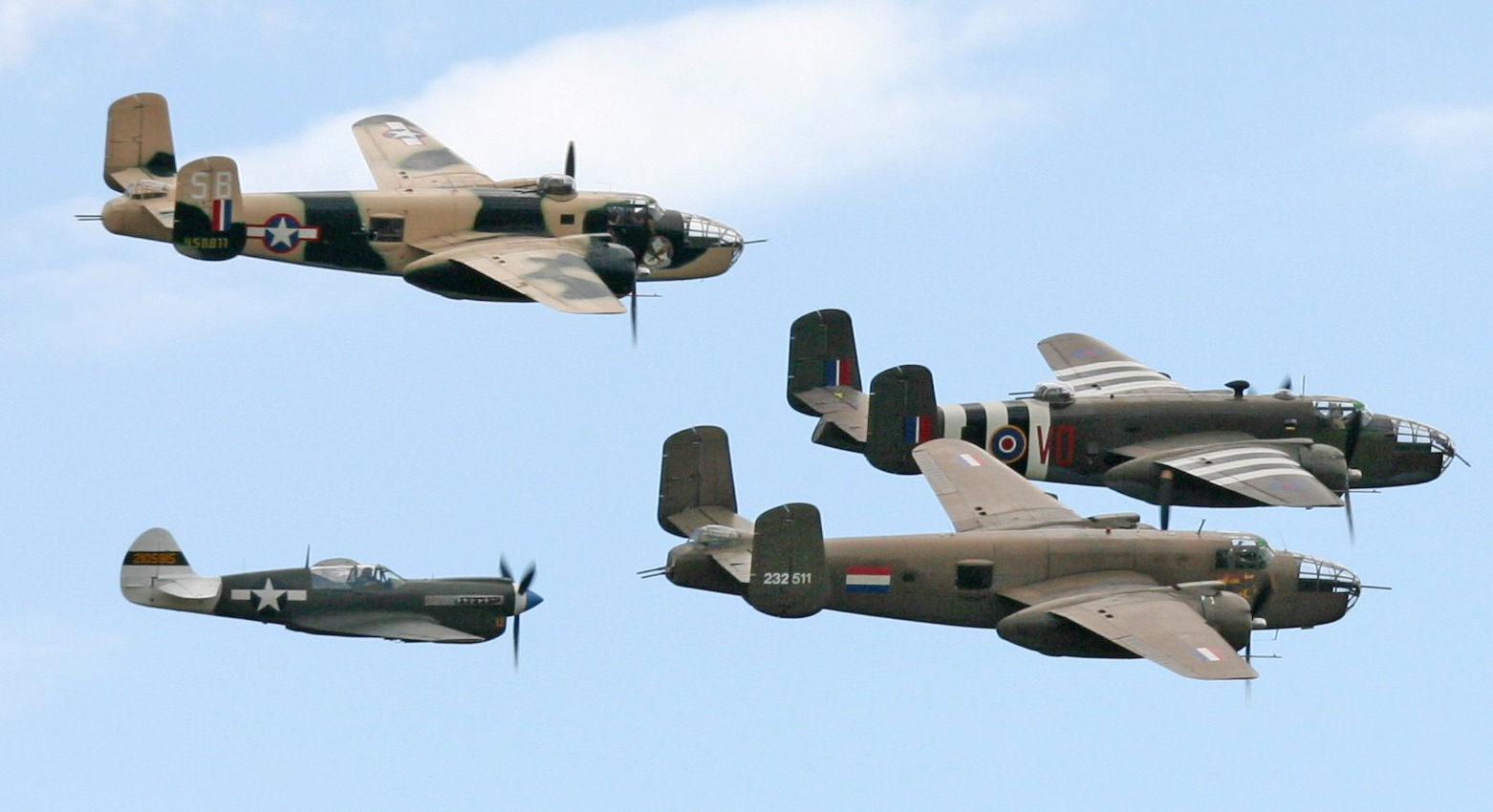
3 B-25 Mitchell : le B-25D-30 Mitchell 43-3318/KL161 (Vulcan Warbirds), le B-25J-20 Mitchell 44-29507 (RNAF Historical Flight) et le B-25J-35 Mitchell 45-8811(SDPA) et le Curtiss P-40N Warhawk Little Jeanne.

- NA-40 : prototype (plus tard NA-408/42)
- B-25 : 24 exemplaires
- B-25A : 40 exemplaires
- B-25C : 1 619 exemplaires
- B-25D : 2 290 exemplaires
- XB-25E : 1 prototype équipé de dégivreur à air chaud de bord d'attaque
- XB-25F : 1 prototype équipé de dégivreur électrique de bord d'attaque
- B-25G : 406 exemplaires équipés entre autres d'un canon de 75 mm
- B-25H : 1 000 exemplaires équipés d'un nouveau canon de 75 mm.
- B-25J : 4 390 exemplaires (nez vitré ou nez plein)
- PBJ- : 706 appareils chez l'USMC et l'US Navy en tant que bombardier ou torpilleur[7].
- AT-24 : conversion des versions A, B, C en appareil d'entraînement
- TB-25 : AT-24 renommé ou version D, E F, J converti en appareil d'entraînement.
- CB-25/VB-25 et ZB-25 : appareil de liaison.

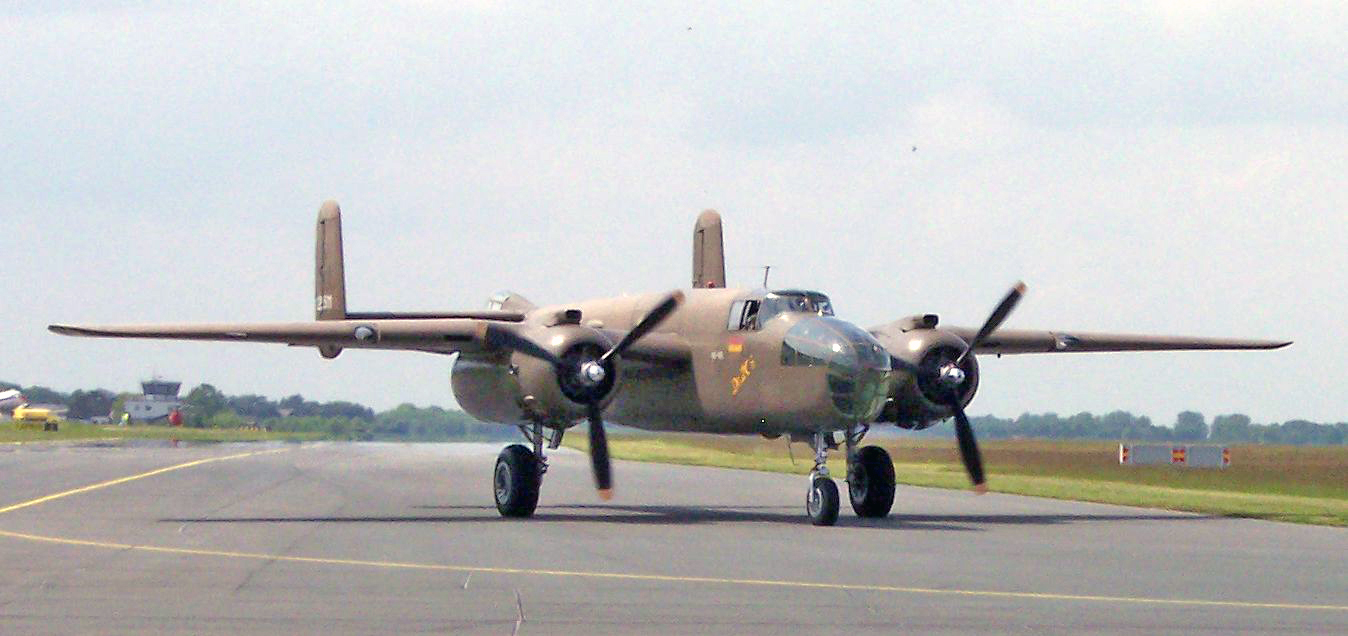
B-25.
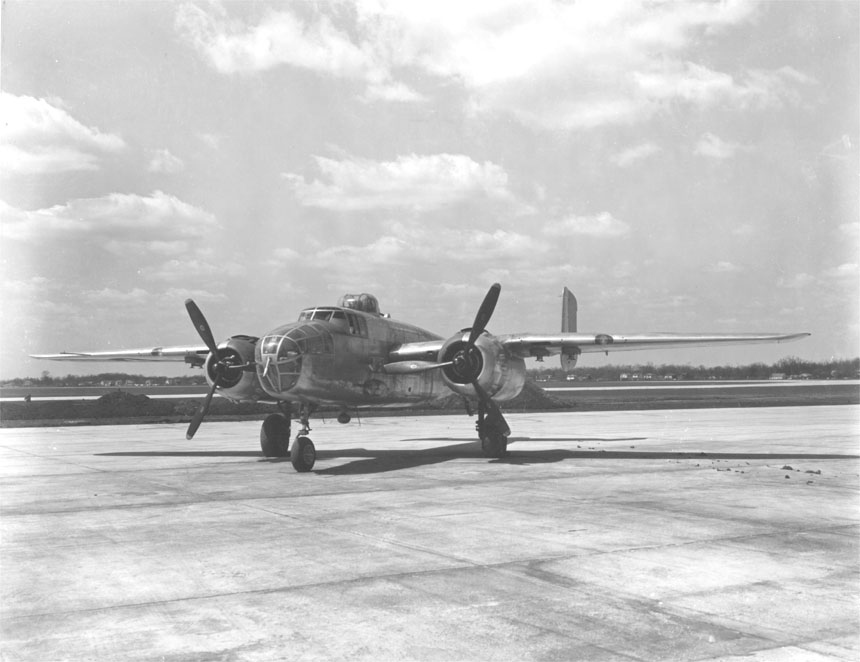
B-25J.
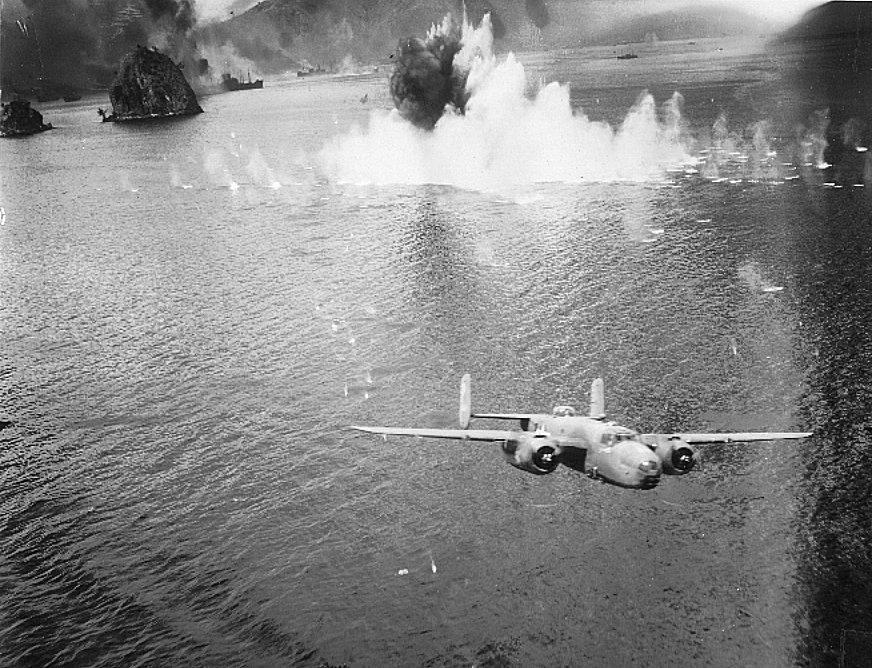
B-25 bombardement en rasé en Nouvelle-Guinée.
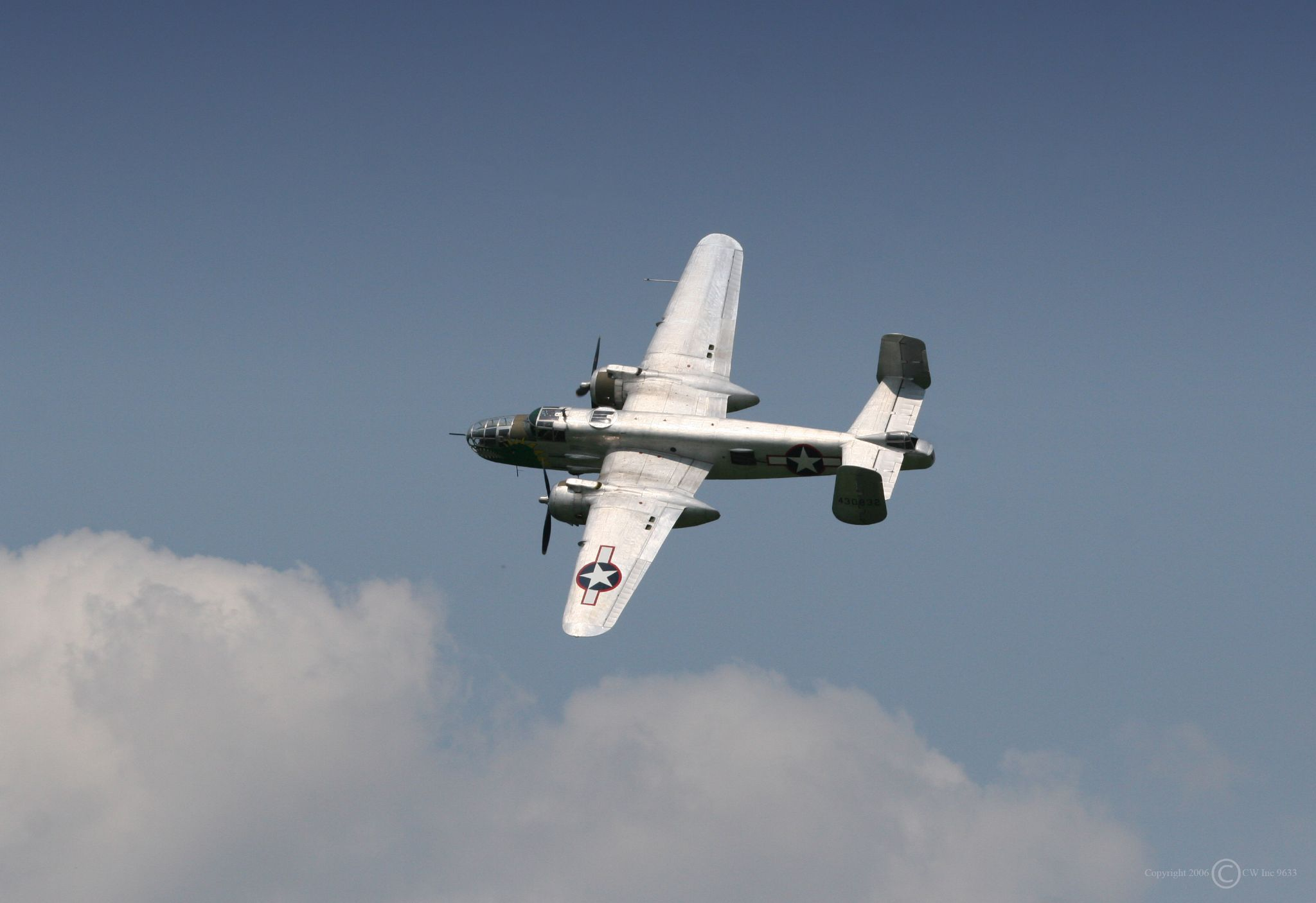
B-25.
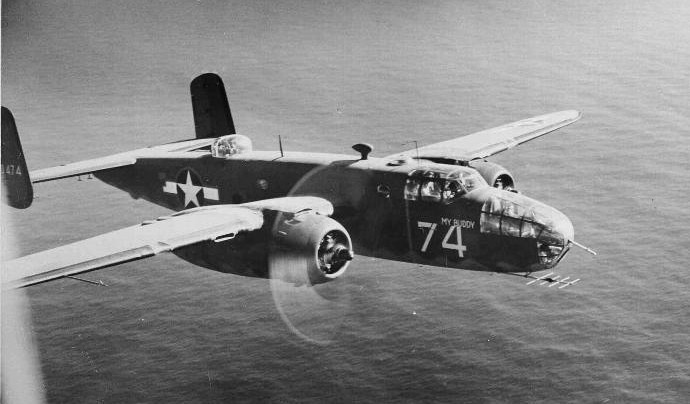
USAAF B-25C/D.
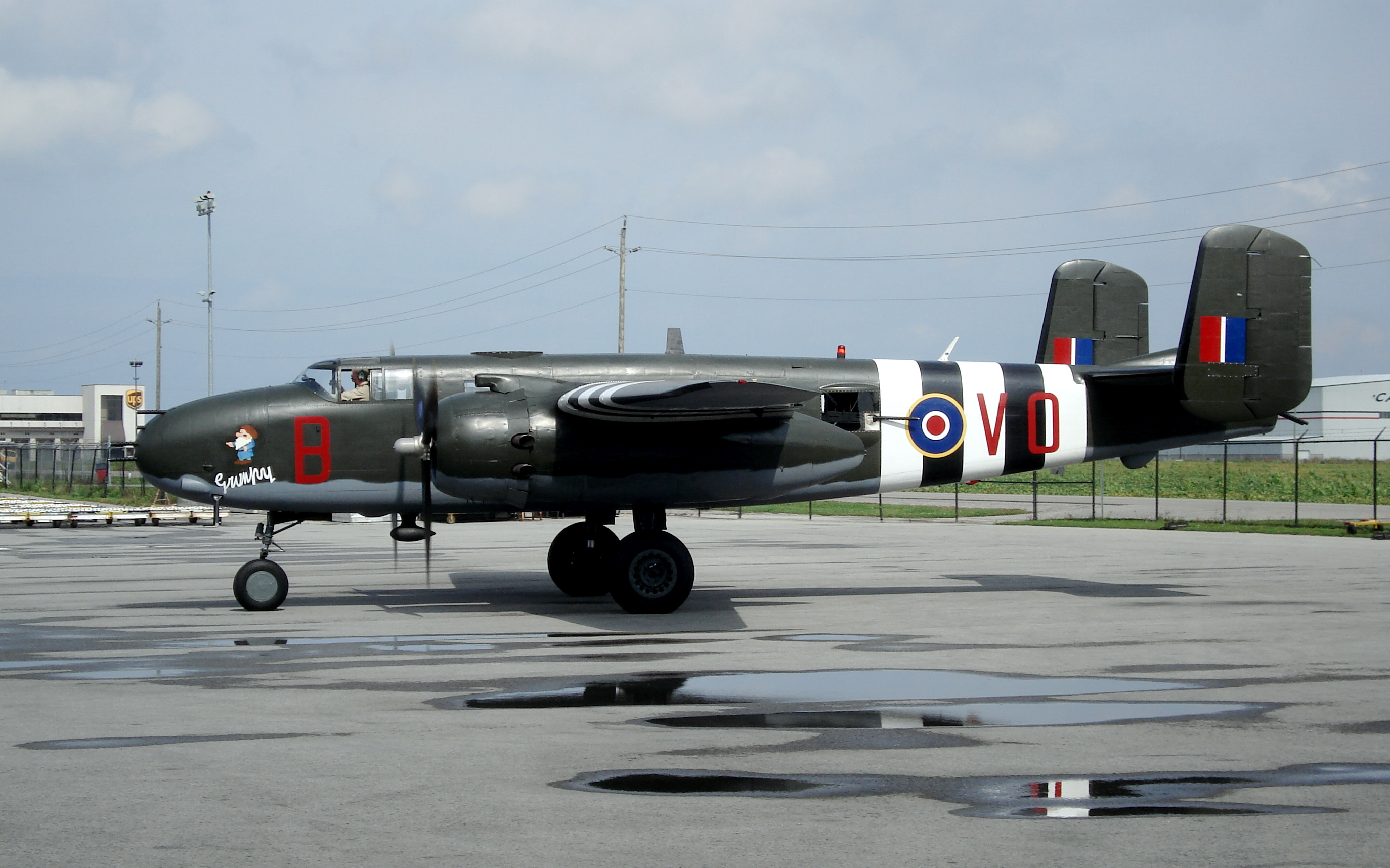
B-25J.
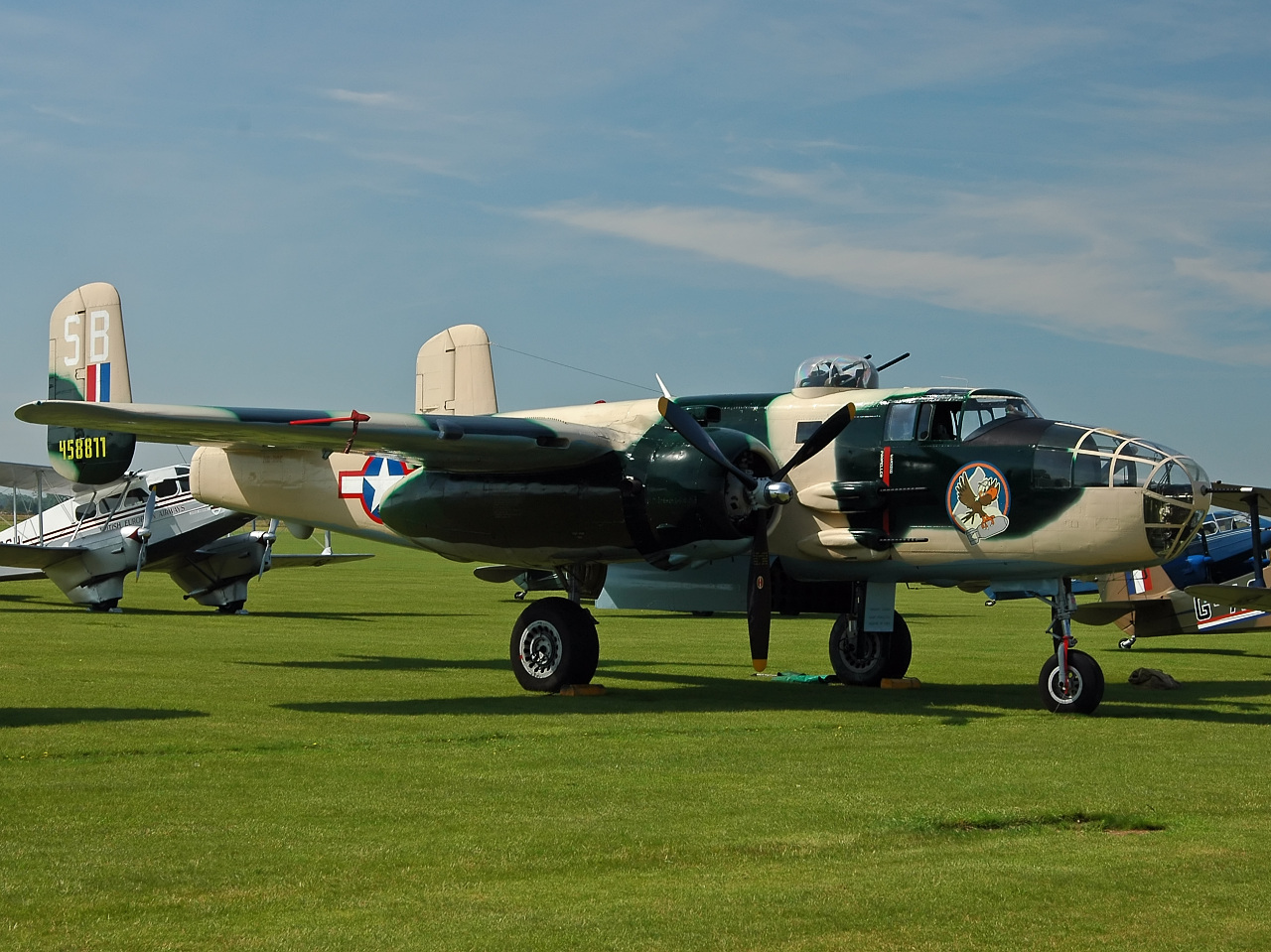
B-25J.
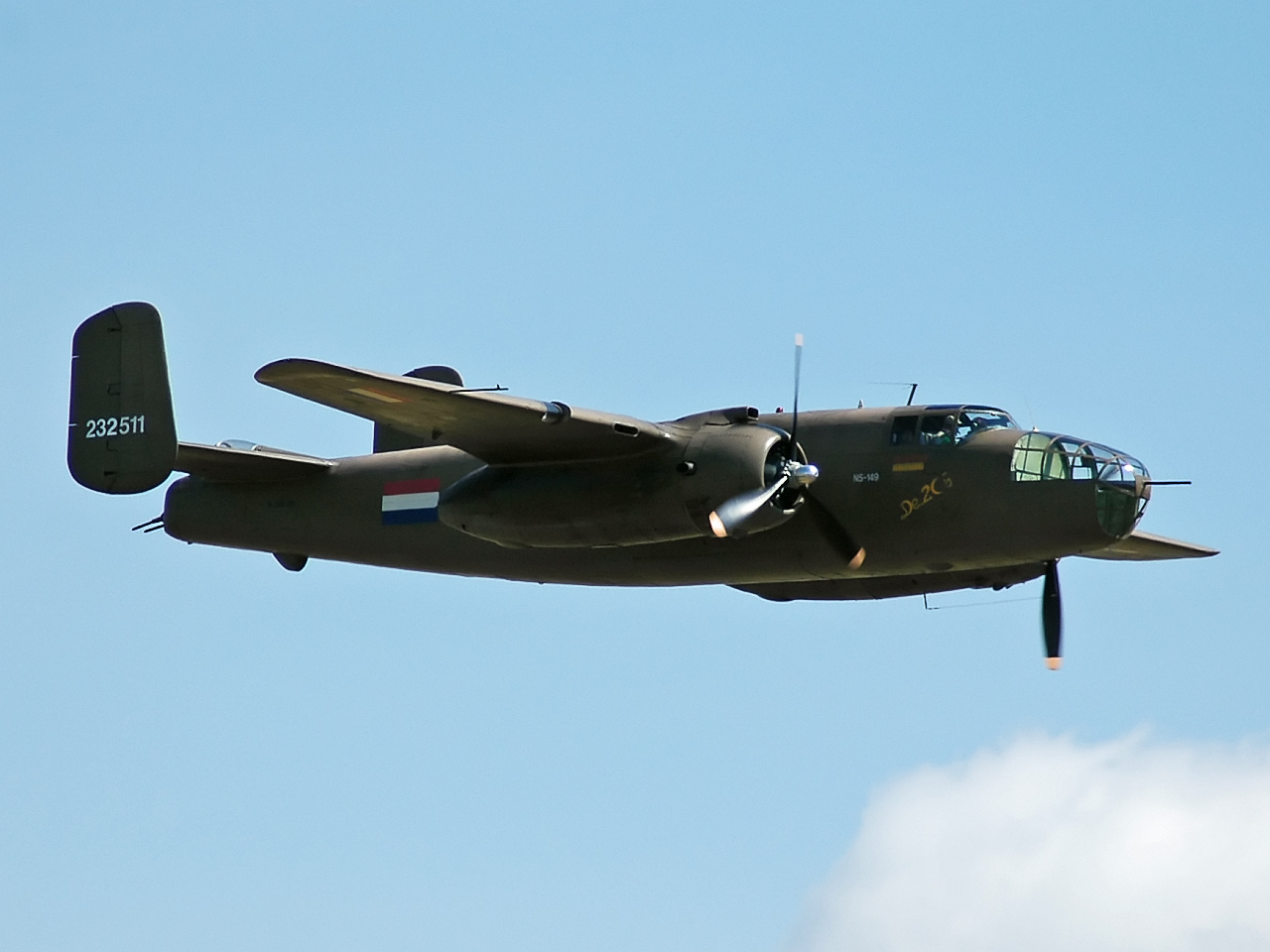
B-25J-20.